# Arroyo Yerbal Grande
El arroyo Yerbal Grande es un curso de agua uruguayo que atraviesa el departamento de Treinta y Tres perteneciente a la cuenca hidrográfica de la laguna Merín.
Nace en la cuchilla de los Ladrones, desemboca en el río Olimar tras recorrer alrededor de 80 km.
Sus principales afluentes son los arroyos Yerbal Chico y el Yerbalito.
- Datos: Q703551